# Korneliusz (patriarcha Antiochii)
Korneliusz – 4. patriarcha Antiochii; sprawował urząd w latach 127–154.